# Ostroróg (gmina)
Ostroróg – to gmina miejsko-wiejska w województwie wielkopolskim, w powiecie szamotulskim. W latach 1975–1998 gmina położona była w województwie poznańskim.
Siedziba gminy to miasto Ostroróg.

## Struktura powierzchni
Według danych z roku 2002 gmina Ostroróg ma obszar 84,99 km², w tym:
- użytki rolne: 65%
- użytki leśne: 26%

Gmina stanowi 7,59% powierzchni powiatu.

## Demografia
Według danych z 30 czerwca 2009 gminę zamieszkiwało 4859 osób.

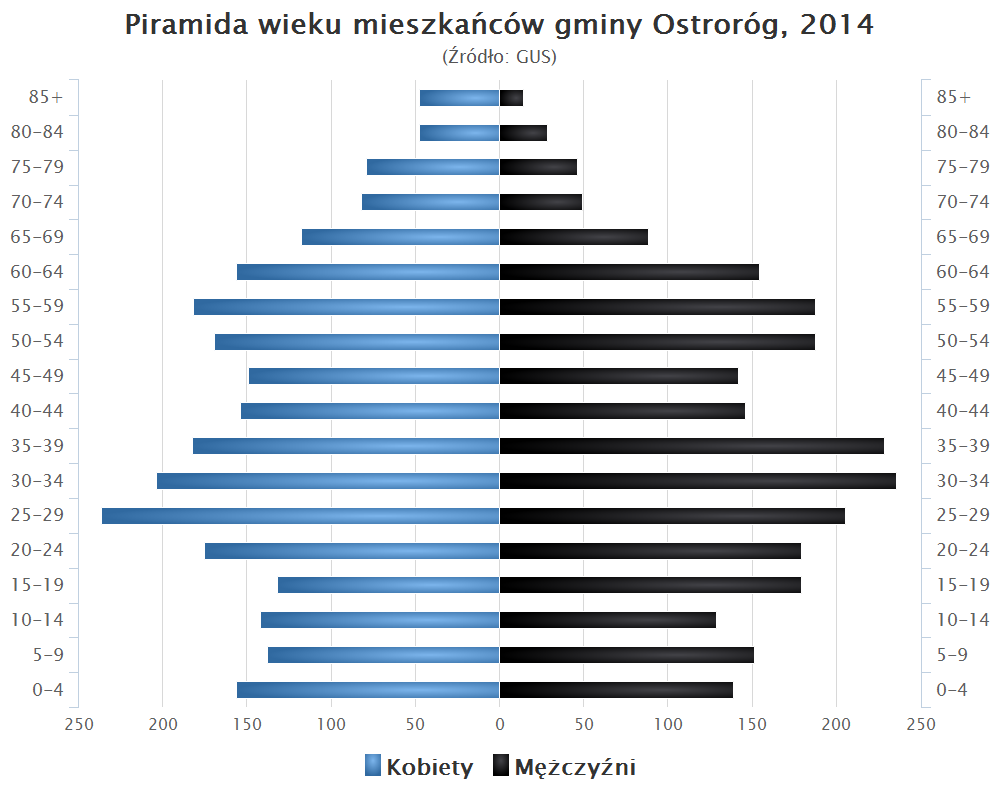
Piramida wieku mieszkańców gminy Ostroróg w 2014 roku

Dane z 30 czerwca 2009:
| Opis                              | Ogółem | Ogółem | Kobiety | Kobiety | Mężczyźni | Mężczyźni |
| --------------------------------- | ------ | ------ | ------- | ------- | --------- | --------- |
| jednostka                         | osób   | %      | osób    | %       | osób      | %         |
| populacja                         | 4859   | 100    | 2444    | 50,3    | 2415      | 49,7      |
| gęstość zaludnienia (mieszk./km²) | 57,2   | 57,2   | 28,7    | 28,7    | 28,4      | 28,4      |

## Sport
W gminie działają cztery kluby sportowe: UKS Nałęcz Ostroróg (tenis stołowy, warcaby i piłka nożna), w Dobrojewie działa klub piłkarski Kamile Dobrojewo, w Bininie – Grom Binino, w Kluczewie – Sparta Kluczewo a w Rudkach-Hubach – LZS Rudki-Huby.

## Sąsiednie gminy
- Obrzycko
- Pniewy
- Szamotuły
- Wronki